# Pony Motos

Aktuelles Logo

Pony Motos ist eine Mofamarke des Schweizer Herstellers  Amsler & Co. Die Mofas werden seit 1961 in fast unveränderter Form hergestellt.

## Herstellung
Die Mofas werden von der Firma Amsler & Co. AG in Feuerthalen in der Schweiz hergestellt, zeitweise in Kooperation mit Sachs. Einige Jahre liess Amsler die Mofas bei der österreichischen Firma KTM montieren, daher werden die Mofas teilweise auch als KTM Pony bezeichnet. Auch stammen weiterhin viele Teile der Mofas (z. B. der Tachoantrieb) von KTM.
Die neueren Pony-Mofas sind mit einem Motor der italienischen Marke Beta und einem 2-Gang-Automatikgetriebe mit Fliehkraftkupplung ausgestattet. Ein solcher Beta-Zweitaktmotor hat einen Hubraum von 49,9 cm³ und leistet 1,2 PS. Die neuen Pony-Mofas gibt es in zwei Ausführungen, einerseits das „GTX“ und als zweite Variante das „Cross“.
Bis vor einigen Jahren wurden Pony-Mofas immer mit Sachs-Motoren (Modelle 502, 503, 504) ausgestattet, diese werden jedoch nicht mehr produziert. Es sind derzeit noch viele Ponys im Schweizer Strassenverkehr mit Sachs-Motoren im Einsatz.

## Modelle

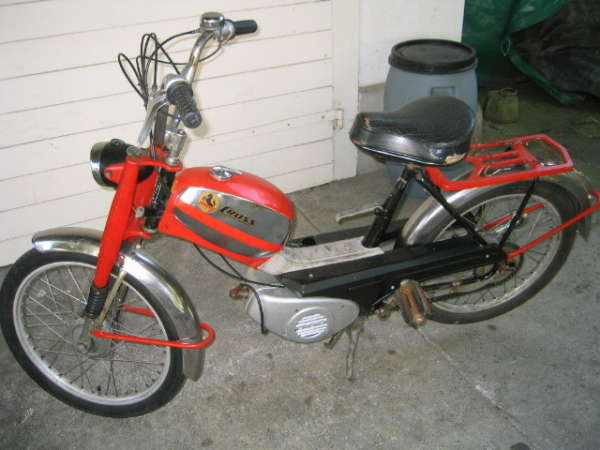
Älteres Modell. Typ: 503 GT Cross, mit Sachs-503-Motor und manuellem 2-Gang -Getriebe
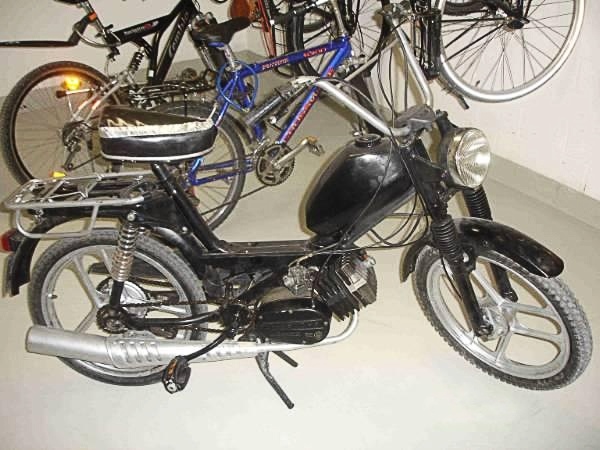
Neueres Modell. Typ: GTX, mit Sachs-503-Motor, einem automatischen 2-Gang-Getriebe und einem Katalysatorauspuff
Neustes Modell. Typ: Cross, mit Beta-Motor, einem automatischen 2-Gang-Getriebe sowie Katalysator

| Marke          | Pony |
| Modelle        | Cross, GTX |
| Hersteller     | Amsler & Co. AG |
| Motoren        | Sachs 502, Sachs 503 (47 cm³, Leistung 0,8–1,2 PS), Sachs 504, Sachs 535 (49,9 cm³, Leistung: 1,1 PS), Beta (49 cm³, Leistung 1,2 PS) |
| Ähnliche Mofas | Hercules, Alpa |